# Codex Rossi

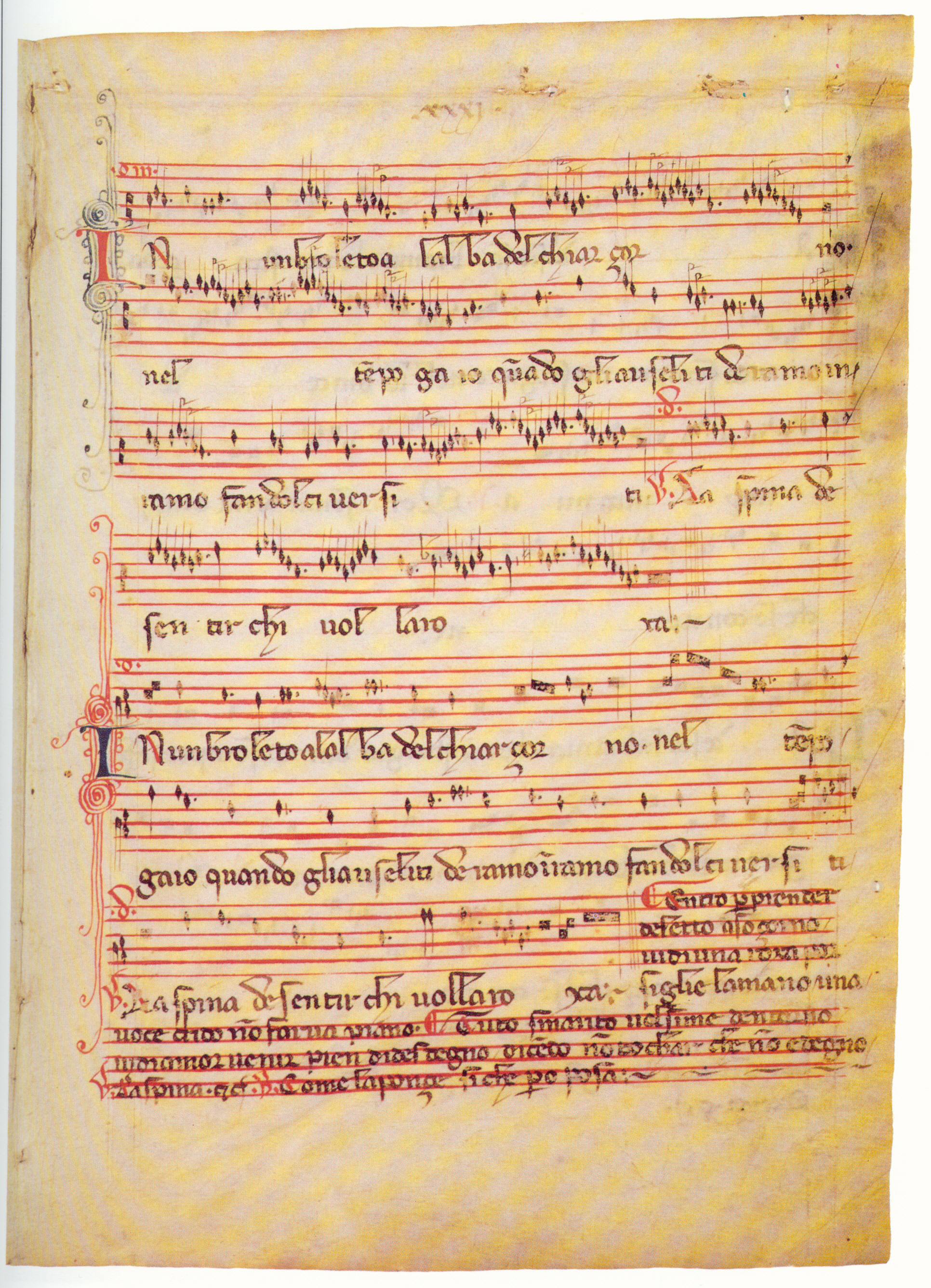
Folio 31r del Codex Rossi, del fragmento de Ostiglia mostrando "In un broleto, al'alba," un madrigal anónimo.

El Codex Rossi (Biblioteca Apostólica Vaticana, Rossi 215) es un manuscrito que contiene música italiana del siglo XIV. Se halla en la Biblioteca Apostólica Vaticana y es la fuente de polifonía profana italiana más antigua que ha sobrevivido.
La música es anónima. Sin embargo se han identificado algunos compositores debido a que algunas de las piezas también se hallan en otras fuentes. El códice fue copiado probablemente entre 1350 y 1370 y la música fue compuesta aproximadamente entre 1325 y 1355. Puede decirse que la historia del trecento musical italiano comienza con el Codex Rossi.

## Historia
El códice fue comprado por la Biblioteca Apostólica en 1922 a la Biblioteca Jesuita de Viena. Anteriormente estuvo en Linz y antes estuvo en posesión del coleccionista italiano del siglo XIX, Giovan Francesco de Rossi, de quien el manuscrito tomó el nombre. En el siglo XV se cree que perteneció al cardenal Domenico Capranica (1400 - 1458). El resto de los propietarios hasta el siglo XIX son desconocidos.
La historia del códice es bastante desconocida, pero han podido establecerse algunos detalles. Probablemente guarda el repertorio del grupo de cantantes y compositores que fueron reunidos por Alberto della Scala en Padua y Verona entre 1330 y 1345. Alberto era hijo de Can Grande della Scala, Príncipe de Verona, el famoso mecenas de Dante. Alberto fue incluso un mecenas más importante que su padre. Vivió en Padua, ciudad bajo el control de la familia de Scaglia hasta 1337. La presencia del dialecto local de Padua en muchas de las piezas musicales refuerza el origen en esta ciudad de gran parte de la música. Además, la notación contiene algunas particularidades que son muy parecidas a las descritas por Marchetto de Padua en su obra Pomerium in arte musice mensurate, que data de la segunda década del siglo XIV y era de la misma región.
El códice contiene 29 piezas, algunas de las cuales están incompletas. En el siglo XX se descubrieron algunos pliegos más, con un total de 8 composiciones. Treinta de las piezas son madrigales, uno de los cuales es un canon muy poco usual. También hay una caccia, un rondellus y cinco ballatas. Todas las ballatas son monofónicas. Sólo dos compositores han sido identificados: Maestro Piero y Giovanni da Cascia (Giovanni da Firenze).